# Lloyd McClendon
Pour les articles homonymes, voir McClendon.
Lloyd Glenn McClendon (né le 11 janvier 1959 à Gary, Indiana, États-Unis) est un ancien joueur de baseball. Il évolue de 1987 à 1994 dans la Ligue majeure de baseball aux postes de joueur de champ extérieur et de premier but.
McClendon est le gérant des Pirates de Pittsburgh de 2001 à 2005 et celui des Mariners de Seattle en 2014 et 2015, .

## Carrière de joueur

### Reds de Cincinnati
Joueur à l'Université Valparaiso (en) en Indiana, Lloyd McClendon est drafté au huitième tour de sélection par les Mets de New York en 1980. Il commence sa carrière dans les ligues mineures avec un club-école des Mets mais le 16 décembre 1982 l'équipe échange McClendon, le lanceur Charlie Puelo et le voltigeur des mineures Jason Felice aux Reds de Cincinnati en retour du lanceur étoile et futur membre du Temple de la renommée du baseball, Tom Seaver. Après avoir poursuivi son parcours dans les mineures, McClendon fait ses débuts dans le baseball majeur avec Cincinnati le  6 avril 1987. Réserviste à diverses positions (receveur, champ extérieur, premier but) pour les Reds, McClendon passe le 8 décembre 1988 aux Cubs de Chicago dans l'échange qui envoie le voltigeur Rolando Roomes à Cincinnati.

### Cubs de Chicago
En 1989, McClendon frappe dans une moyenne au bâton de, 286 avec 12 coups de circuit et 40 points produits pour les Cubs, aidant l'équipe à terminer en première place de la division Est. McClendon frappe deux coups sûrs en trois présences au bâton (moyenne de, 667) en Série de championnat de la Ligue nationale, mais les Cubs sont vaincus par les Giants de San Francisco.

### Pirates de Pittsburgh
Après n'avoir disputé que 49 parties des Cubs en 1990, il est transféré le 7 septembre aux Pirates de Pittsburgh en retour d'un lanceur des ligues mineures du nom de Michael Pomeranz. McClendon, qui ne frappe que pour, 164 de moyenne pour Chicago et Pittsburgh en 1990, élève son jeu en 1991 avec une moyenne de, 288 et 24 points produits en 85 matchs. Il prend part aux séries éliminatoires à deux reprises, les Pirates se butant chaque fois aux Braves d'Atlanta. Il soutire un but-sur-balles en trois passages au bâton en Série de championnat 1991 de la Ligue nationale. En Série de championnat 1992, il frappe 8 coups sûrs dont un circuit, produit 4 points et affiche une moyenne au bâton de, 727 en cinq parties contre Atlanta.
Lloyd McClendon se retire en 1994 après 570 matchs joués en Ligue majeure. Sa moyenne au bâton à vie s'élève à, 244 avec 294 coups sûrs, 35 circuits, 154 points produits, 150 points marqués et 15 buts volés.

## Carrière d'entraîneur

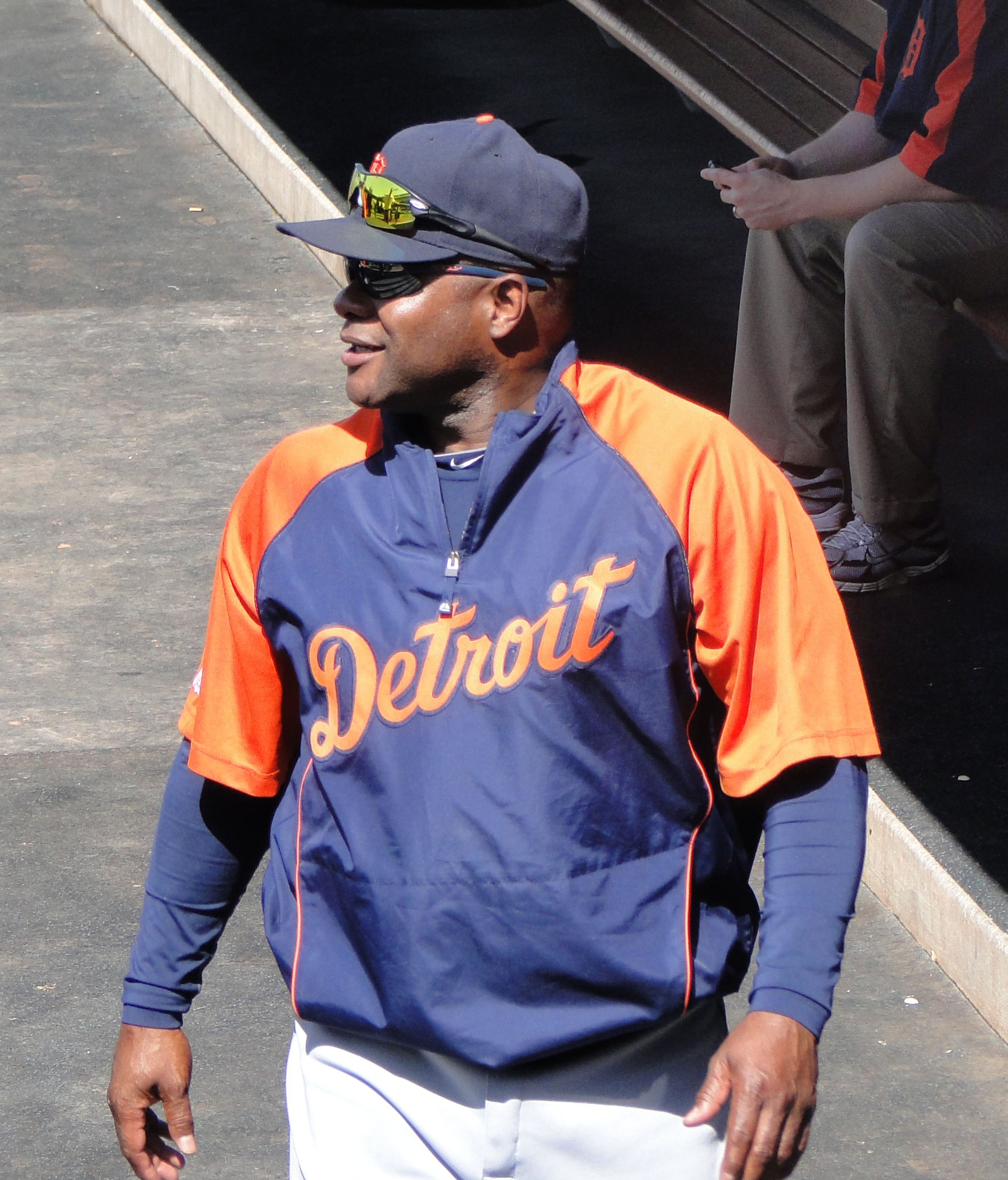
Lloyd McClendon est instructeur des Tigers de Détroit de 2006 à 2013.

### Pirates de Pittsburgh
Lloyd McClendon est nommé manager des Pirates de Pittsburgh au début de la saison 2001. Il succède à Gene Lamont. Il dirige l'équipe pendant un peu moins de cinq saisons, parmi les plus dures de l'histoire de la franchise. En 782 parties à la barre de l'équipe, les Pirates ont un pourcentage de victoires de, 430, soit 336 matchs gagnés et 446 perdus. McClendon est remplacé avec 26 parties à jouer dans la saison 2005 et Pete Mackanin prend alors les commandes de l'équipe.
Pittsburgh perd 100 parties, contre à peine 62 victoires, avec McClendon en 2001 mais fait quelques progrès par la suite. La meilleure saison est celle de 2003 avec un dossier victoires-défaites de 75-87, bon pour la quatrième place dans la division Centrale de la Ligue nationale.
Durant ses années comme pilote des Pirates, il se fait remarquer pour de nombreuses altercations avec les arbitres, jugeant souvent que ceux-ci ne respectent pas son équipe en raison de ses mauvaises performances sur le terrain. Il donne le ton dès sa première saison : le 26 juin 2001, dans un match face aux Brewers de Milwaukee à Pittsburgh, il est expulsé par un arbitre et il cause un esclandre, arrachant le coussin du premier but fixé au sol et prenant le chemin du vestiaire avec l'objet sous le bras. Pour éviter de l'irriter davantage, les arbitres ne pourchassent pas McClendon et demandent aux préposés du stade de remplacer le coussin par un nouveau.

### Tigers de Détroit
McClendon est instructeur dans l'enclos de relève des Tigers de Détroit en 2006. Il devient entraîneur des frappeurs de l'équipe au début de la saison 2007 et travaille depuis de concert avec le manager Jim Leyland. Il quitte après la saison 2013.

### Mariners de Seattle
Le 5 novembre 2013, Lloyd McClendon succède à Eric Wedge comme gérant des Mariners de Seattle.
Durant le camp d'entraînement des Mariners, il devient le 11 mars 2014 durant un match pré-saison contre les Angels de Los Angeles à Tempe, en Arizona, le premier gérant à réussir à faire renverser la décision d'un arbitre depuis la mise en pratique d'un nouveau système d'arbitrage vidéo dans les Ligues majeures,.
Les Mariners remportent leur match d'ouverture 10-3 sur les Angels de Los Angeles le 31 mars 2014 à Anaheim, donnant à McClendon sa première victoire avec Seattle. La première saison de McClendon à la barre est la meilleure depuis 2007 à Seattle. En 2014, les Mariners remportent 87 matchs contre 75 défaites et ne ratent les séries éliminatoires que par une seule victoire. La saison 2015 est en revanche une amère déception : parmi les favoris pour le titre de la Ligue américaine, les Mariners ne sont jamais véritablement dans la course et terminent au 4e rang de la division Ouest avec 76 victoires et 86 défaites. McClendon est congédié par Seattle le 9 octobre 2015. En deux saisons et 324 parties avec le club, les Mariners de McClendon ont gagné 163 matchs et en ont perdu 161 pour un pourcentage de victoires de, 503.

### Ligues mineures
Le 23 novembre 2015, McClendon est nommé gérant des Mud Hens de Toledo, le club-école Triple-A des Tigers de Détroit dans la Ligue internationale.